# The Whistleblower
The Whistleblower is een Duits-Canadese dramafilm uit 2010, geregisseerd door Larysa Kondracki en geproduceerd door Christina Piovesan, Amy Kaufman en Celine Rattray. De hoofdrollen worden vertolkt door Rachel Weisz, Vanessa Redgrave en Benedict Cumberbatch.

## Verhaal
Kathryn Bolkovac is een agente uit Nebraska die de zware taak krijgt om de politiemacht in het door oorlog verscheurde Bosnië weer op orde te krijgen. Nadat ze een vrouw ontmoet die ontsnapt is uit de handen van een mensenhandelaar die vrouwen verkoopt als seksslaaf, wordt alles anders.

## Rolbezetting
| Acteur               | Personage        |
| -------------------- | ---------------- |
| Rachel Weisz         | Kathryn Bolkovac |
| Vanessa Redgrave     | Madeleine Rees   |
| Benedict Cumberbatch | Nick Philips     |
| David Strathairn     | Peter Ward       |
| Monica Bellucci      | Laura Levin      |
| Nikolaj Lie Kaas     | Jan              |
| Anna Anissimova      | Zoe              |
| David Hewlett        | Fred Murray      |
| William Hope         | John Blakely     |